# Ekološki problem velikega koralnega grebena
Veliki koralni greben je največji koralni greben na svetu, sestavljen je iz  3.000 posameznih grebenov in 900 koralnih otokov, ki se raztezajo 2.600 kilometrov daleč  ter pokrivajo približno 344,400 km² površine. Greben se nahaja v Koralnem morju, ob obali Queenslanda na severozahodnem delu Avstralije. Večji del grebena ščiti Great Barrier Reef Marine Park.
Veliki koralni greben se srečuje z mnogimi ekološkimi problemi, predvsem z zniževanjem kakovosti vode iz odtoka vključno z naplavinami, odvečnimi hranilnimi snovmi, pesticidi ter z nihanjem slanosti. Na greben vplivajo tudi učinki podnebnih sprememb, vključno s povišanimi  temperaturami, nevihtami in koralnimi beljenji. Velik problem predstavljajo ciklični izbruhi bodičaste morske zvezde (angleško crown of thorns) in prekomeren ribolov, ki prekinja prehransko verigo. Plovne poti mimo koralnega grebena lahko povzročijo razlitje nafte ali pa tudi neprimerno odvajanja balasta.

## Kvaliteta vode
Kvaliteta  vode je bila leta 1989 identificirana, in predstavlja grožnjo Velikemu koralnemu grebenu. Trideset "glavnih rek" in stotine majhnih potokov se povezuje z  Velikim koralnim grebenom, ki pokrivajo 423.000 kvadratnih kilometrov  na kopnem. Eden izmed mest je  na primer Queensland, ki ima nekaj glavnih mestnih središč na obrežju omenjenih rek vključno z Cairnsom, Townsvilleom, Mackayem, Rockhamptonom  in industrijskim mestom Gladston, kjer so skrb zbudile mrtve in bolne ribe, ki so jih našli v pristanišču Dredging. Med največjimi obalnimi mesti z okoli 150.000 prebivalci pa sta Cairns in Townsville.
Ravno tako vplivajo na kakovost vode tudi spreminjanje temperature, slanost morja, hranila, koncentracija usedlin ter pesticidi. Vrste v območju Velikega koralnega grebena so prilagojene, da do neke mere prenašajo spremembe vode, vendar, ko so kritični pragi preseženi, lahko pričnejo tudi vse te vrste živih bitij nanj negativno vplivati. Največji vir hranil predstavljajo rečni pritoki, ki povzročajo znatno onesnaženje grebenov med tropskimi poplavnimi za več, kot 90 %. Večinoma teh onesnaženj izvira iz okoliških kmetij.
Zaradi vedno večjega števila prebivalcev, ki uporabljajo povodje in mejijo na Veliki koralni greben, je ogroženih 700 od 3000 koralnih grebenov. Kakovost vode se je na tem območju zmanjšala zaradi naravno kislih usedlin, kemičnih odtokov iz kmetijstva, zaradi razvoja obal in izgube mokrišč, ki so bili naravni filtri. Industrija v povodju zajema gojenje bombaža , ki  meri približno 262 km² površine; 340 mlečnih kmetij s povprečno površino 2 km², 158 km²  površine za pašnike goveda, 288 km² za vrtnarstvo, vključno z industrijo banan, sladkornega trsa, obrezovanja približno 8.000 km² pšenice, 1.200 km² ječmena in 6.000 do 7.000 km² sira in koruze. Gnojila, ki se uporabljajo za bombaž, mlečne izdelke, govedino, vrtnarstvo in za sladkorno so bistvenega pomena za zagotovitev produktivnosti in dobička. Kakorkoli gnojila in stranski proizvodi sladkornega trsa, metode pobiranja tvorijo sestavni del površinskih odtokov v laguno Velikega koralnega grebena. Osnovna kmetijska dejavnost v vlažnem tropskem podnebju je gojenje trsa, ter živinoreja v suhem tropskem podnebju. Obe dejavnosti sta pomembna dejavnika, ki vplivata na kakovost vode. Baker, skupni industrijski onesnaževalec voda Velikega koralnega  grebena vpliva na razvoj koralnih polipov. Poplavni obsegi so povezani z višjimi ravnmi dušika in fosforja. Februarja 2007, so zaradi  podnebnega sistema ugotovili, da obseg sedimenta odtoka sega do najbolj oddaljenih regij grebenov.